# گمینا شویژنو
گمینا شویژنو (به لهستانی:  Gmina Świerzno) یک گمینا در لهستان است که در شهرستان کامینگ واقع شده‌است. گمینا شویژنو ۱۴۰٫۲۰ کیلومتر مربع مساحت و ۴٬۱۷۴ نفر جمعیت دارد.